# Gran Premi Internacional de ciclisme MR Cortez-Mitsubishi
El Gran Premi Internacional de ciclisme MR Cortez-Mitsubishi (en portuguès Grande Prémio Internacional de Ciclismo MR Cortez-Mitsubishi), més conegut com a Gran Premi MR Cortez, va ser un competició ciclista per etapes que es disputava al districte de Lisboa, a Portugal. La prova estava patrocinada per la marca de cotxes Mitsubishi.
La cursa es disputà entre 1998 i 2004 i solia constar de quatre etapes, una d'elles contrarellotge individual. L'únic ciclista que s'imposà en dues ocasions fou el català Àngel Edo.

## Palmarès
| Any  | Vencedor                 | Segon                        | Tercer                        |
| ---- | ------------------------ | ---------------------------- | ----------------------------- |
| 1998 | Àngel Edo Alsina         | Santiago Botero              | Paulo Jorge Ferreira de Moura |
| 1999 | Sergei Smetanine         | Youri Sourkov                | Delmino Pereira               |
| 2000 | Bruno Miguel Castanheira | Youri Sourkov                | José Enrique Gutiérrez        |
| 2001 | Joan Antoni Flecha       | Àngel Edo Alsina             | René Andrle                   |
| 2002 | Dariusz Baranowski       | Rui Miguel Sousa Barbosa     | Gonçalo José Amorim           |
| 2003 | Francisco Pérez Sánchez  | Àngel Edo Alsina             | Joan Horrach                  |
| 2004 | Àngel Edo Alsina         | Pedro Miguel Lopes Gonçalves | Pedro Cardoso                 |